# Reinhard Friedrich von Schlechtendal
Reinhard Friedrich von Schlechtenda(h)l (* 2. August 1739 in Kleve; † 17. Mai 1818 in Aurich) war Regierungspräsident in Aurich und Oberlandesgerichtspräsident. Er wurde 1786 nobilitiert.

## Herkunft
Die urkundlich beglaubigte Stammreihe der Familie Schlechtendal beginnt mit der dem cleverischen Hofgerichtsrat Johann Dietrich Schlechtendal († 1704). Dessen Enkel der Kriegsrat Johann Dietrich Schlechtendal (* 14. April 1698; † 15. Mai 1795) heiratete 1734 Elisabeth Anne von Rauner (* 1701; † 17. Juli 1763) verwitwete Rittmeyer. Dessen Söhne waren Georg Heinrich (1736–1800), Franz Friedrich (1735–1791) und Reinhard Friedrich (* 1739) wurden am 14. Oktober 1786 vom preußischen König Friedrich Wilhelm II. in den preußischen Adelsstand erhoben.

## Leben
Er studierte an der Universität Göttingen Jura und kehrte nach Kleve zurück. Wo er in der Verwaltung dann bis zum Geheimen Rat aufstieg. Im Jahr 1790 kam er mit dem klevischen Kammerpräsidenten von Buggenhagen preußischer Landtagskommissar – also Vertreter des Königs – in den Landtag nach Aurich. Hier lernte er schnell die Besonderheiten des friesischen Rechts kennen, wie auch die landschaftlichen Besonderheit wie Fehne und Moorkultivierung. Der Landtag endete 1791 und die Zufriedenheit der Stände drückte sich in dem Indigenat für Buggenhagen und Schlechtendal aus. Als der Regierungspräsident Friedrich Wilhelm von Benecke 1793 überraschend verstarb, wurde Schlechtendal im September 1793 zu dessen Nachfolger bestimmt. In Aurich wurde Schlechtendal schnell ein anerkanntes Mitglied der städtischen Honoratioren. Ludwig von Vincke seiner Zeit Präsidenten der Kriegs- und Domänenkammer in Aurich beschrieb ihn als „gut, aber langweilig“ und seine Frau als „unsauber und geizig“.
Nach dem verlorenen vierten Koalitionskrieg wurde Ostfriesland 1806 dem Königreich Holland eingegliedert. Man ernannte Schlechtendal zum Mitglied der Landesdeputation, die den Übergang des Landes an die holländisch-französische Herrschaft verwaltungstechnisch zu regeln hatte. Er behielt den Titel eines Regierungspräsidenten, war aber ohne viel Einfluss. Bereits 1810 wurde das Königreich in das Kaiserreich Frankreich eingegliedert; die Justiz wurde neugeordnet und die Regierung aufgehoben. Schlechtendal wurde am 24. Februar 1811 zum Präsidenten des für Zivilprozesse zuständigen Justiztribunals in Aurich ernannt und nahm im Sommer aber auch vorübergehend den Vorsitz des Assisengerichts für Strafsachen wahr. Nach dem Befreiungskriegen fiel Ostfriesland an das Königreich Hannover. Schlechtendal war nun schwerhörig und altersschwach und wurde daher pensioniert, in Anerkennung seiner Verdienste erhielt er eine Pension die doppelt so hoch war, wie er unter den Preußen erwarten durfte.
Er starb im Jahr 1818 in Aurich.

## Familie
Schlechtendal heiratete am 27. Oktober 1801 Dorothea Juliane Marie Henriette Sölling (* 12. August 1757; † 29. Dezember 1835), die Witwe des Kriegs- und Domänenrates Johann Gottfried Rademacher (1740–1792) aus Aurich. Die Ehe blieb kinderlos.